# Megommation insigne
Megommation insigne är en biart som först beskrevs av Smith 1853.  Megommation insigne ingår i släktet Megommation och familjen vägbin. Inga underarter finns listade i Catalogue of Life.